# Legnaro
Legnaro é uma comuna italiana da região do Vêneto, província de Pádua, com cerca de 6.898 habitantes. Estende-se por uma área de 14 km², tendo uma densidade populacional de 493 hab/km². Faz fronteira com Brugine, Padova, Polverara, Ponte San Nicolò, Sant'Angelo di Piove di Sacco, Saonara.

## Demografia
| Variação demográfica do município entre 1861 e 2011                               |
|                                                                                   |
| Fonte: Istituto Nazionale di Statistica (ISTAT) - Elaboração gráfica da Wikipedia |